# 航空事故の一覧
航空事故の一覧（こうくうじこのいちらん）は、航空機の運用中に起きた航空事故や事件の一覧をまとめたものである。

## 概要
本項では、社会的影響を与えた航空事故を中心としつつも、航空機に関するテロやハイジャックなどの事件も含め、一覧記事を総覧している。それぞれの一覧は、民間航空機と軍用機、事故と事件、発生年代、発生場所などによって分割されている。なお、民間航空機の事故の一覧にはゼネラル・アビエーションに関するものも含まれている。
日本国内で発生した航空事故の一覧や、航空会社・機種に限定された個別の一覧については、航空事故だけではなくインシデントも含まれている場合がある。また、世界各国で発生した航空事故の一覧の中には、日本の航空会社が起こした航空事故も含まれている。

## 世界の民間機の航空事故の一覧
世界で発生した民間航空機の事故。（なお"日本国内の民間機事故"という恣意的な線引きでは後述）
- 航空事故の一覧 (1959年以前)
  - 1919年以前。古くは875年に後ウマイヤ朝の学者アッバース・イブン・フィルナスが原始的なハンググライダーで飛ぼうとして負傷したとされる。
  - 1920年代
  - 1930年代
  - 1940年代
  - 1950年代
- 航空事故の一覧 (1960年から1979年)
  - 1960年代
  - 1970年代
- 航空事故の一覧 (1980年から1999年)
  - 1980年代
  - 1990年代
- 航空事故の一覧 (2000年から2019年)
  - 2000年代
  - 2010年代
- 航空事故の一覧 (2020年以降)
  - 2020年代

## 民間航空機に関する事件

### 航空機テロ・破壊行為の一覧
民間航空機に絡むテロや撃墜などの破壊行為による事件。
- 航空機テロ・破壊行為の一覧
  - 1930年代
  - 1940年代
  - 1950年代
  - 1960年代
  - 1970年代
  - 1980年代
  - 1990年代
  - 2000年代
  - 2010年代
  - 2020年代
- 旅客機撃墜事件の一覧

### 航空機ハイジャック事件の一覧
民間航空機に対するハイジャック事件。ハイジャックを原因とする破壊・墜落事件も含む。
- 航空機ハイジャック事件の一覧
  - 1959年以前
  - 1960年代
  - 1970年代
  - 1980年代
  - 1990年代
  - 2000年代
  - 2010年代

## 軍用機の航空事故の一覧
軍用機が起こした事故の一覧。平時の訓練、航空ショー、有事の際の航空事故を含む。
- 軍用機事故の一覧
  - 1920年代
  - 1930年代
  - 1940年代
  - 1950年代
  - 1960年代
  - 1970年代
  - 1980年代
  - 1990年代
  - 2000年代
  - 2010年代
  - 2020年代

## 100人以上が死亡した航空事故の一覧
- 100人以上が死亡した航空事故および事件の一覧 - 一度に100人以上が亡くなった航空事故および事件の一覧

## 原因別の航空事故
- 原因別の航空事故 - 事故の原因別に分類した航空事故および事件の一覧

## 航空会社別の一覧
- アエロフロートの航空事故およびインシデント - アエロフロート・ロシア航空に関する航空事故
- 全日空の航空事故およびインシデント - 全日本空輸に関する全損事故、重大インシデント
- 全日本空輸ハイジャック事件 - 全日本空輸が遭遇したハイジャック事件
- 大韓航空の航空事故およびインシデント - 大韓航空に関する航空事故
- 大韓航空機の事件一覧 - 大韓航空機に関するハイジャックや撃墜事件等
- チャイナエアラインの航空事故およびインシデント - チャイナエアラインに関する全損事故、重大インシデント
- 日本エアシステムの航空事故およびインシデント - 日本エアシステムに関する全損事故、重大インシデント
- 日本航空の航空事故およびインシデント - 日本航空に関する全損事故、重大インシデント
- 日本航空ハイジャック事件 - 日本航空が遭遇したハイジャック事件

## 機種別の一覧
- コメット連続墜落事故 - DH.106 コメット Mk.Iで発生した空中爆発事故
- ボーイング747型機の機体損失事故 - ボーイング747に関する全損事故
- ボンバルディア機の航空事故とインシデント - ボンバルディアDHC-8で発生した航空事故と重大インシデント
- ボーイング737型機の事件・事故一覧 - ボーイング737における航空事故・事件
- ボーイング737 MAXにおける飛行トラブル - ボーイング737MAXにおける航空事故
- ボーイング787のバッテリー問題 - ボーイング787のバッテリーが発火したインシデント

軍用機
- V-22の事故 - V-22オスプレイに関する航空事故

## 日本国内で発生した航空事故の一覧

### 民間機の事故
日本国内で発生した民間航空機の事故。
- 日本の航空事故
  - 1910年代
  - 1920年代
  - 1930年代
  - 1940年代
  - 1950年代
  - 1960年代
  - 1970年代
  - 1980年代
  - 1990年代
  - 2000年代
  - 2010年代
  - 2020年代

### 在日米軍機の事故の一覧
日本国内で在日米軍（進駐軍）が起こした航空事故。
- 日本におけるアメリカ軍機事故の一覧
  - 1940年代
  - 1950年代
  - 1960年代
  - 1970年代
  - 1980年代
  - 1990年代
  - 2000年代
  - 2010年代
  - 2020年代